# باروخ كورف
باروخ كورف (بالإنجليزية: Baruch Korff)‏ (و. 1914 – 1995 م)هو حاخام من إسرائيل . ولد في أوكرانيا .
توفي في بروفيدنس، رود آيلاند .